# Retaule de Talavera la Vieja
El Retaule de Talavera la Vieja era un retaule que d'El Greco va realitzar per al poble de Talavera la Vieja, actual Província de Càceres, actualment submergit per les aigües d'un embassament. Era el segon retaule que va realitzar el mestre cretenc.

## Descripció del Retaule
L'any 1591 El Greco es va comprometre amb la Cofradía de Nuestra Señora del Rosario a entregar l'arquitectura del retaule, tres pintures i una escultura de la Mare de Déu del Roser. Segons els llibre de comptabilitat de l'església, es van instal·lar l'any 1592. Paul Guinard, que va visitar l'església l'any 1925, va afirmar que la imatge ya no era la d'El Greco, que les dues altres pintures (una "Visitació" i una "Presentació de la Verge") no eren del mestre cretenc, i que l'estructura del retaule havia estat policromada espúriament. Els tres quadres d'El Greco havien estat restaurats i pintats l'ant 1927, i guardats a la casa rectoral, on es van salvar de la destrucció. L'arquitectura del retaule, les dues pintures que no eren obra d'El Greco i la imatge de la Verge del Rosari, van ser cremades per elements revolucionaris entre 1936 i 1938.
El retaule, destinat a ocupar l'altar lateral de l'epístola, era una obra de poca envergadura, concertada en només en 300 ducats, que es va contractar el febrer de 1591. La seva estructura és coneguda per una deficient fotografía feta per Guinard l'any 1925. El retaule era de dimensions modestes -uns cinc metres d'alt per quatre d'ample- i constava de dos cossos amb tres carrers. El carrer central era més ample. A ambdós flancs hi havia dues grans columnes dòriques que abastaven els dos cossos, i tenia un entaulament rematat per un frontó triangular. Els carrers laterals eren més estrets i estaven flanquejats per pilastres dòriques superposades.
A la casella central de la predel·la hi havia l'estàtua de la Mare de Déu del Roser, flanquejada per Sant Andreu a la dreta respecte de l'espectador i Sant Pere a l'esquerra. Al cos superior, al centre, hi havia La coronació de la Verge. A la seva dreta i esquerra, hi havia dos llenços que no eren d'El Greco: "L'Anunciació" i "la Presentació de la Verge", que a Paul Guinard li van fer pensar "en un matusser imitador de Rafael". Considerant que no apareixen al contracte, tot fa pensar que la Cofradía ja tenia aquestes obres, i les va aprofitar per a completar el retaule.
José Ramón Mélida, en el "Catálogo Monumental de Cáceres", va publicar una referència del contracte original, conservat en el Archivo de Protocolos de Toledo, on es descriu vagament el retaule. La imatge de la Verge era de fusta, daurada i policromada. Segons aquesta referència, el contracte va ser atorgat el 14 de febrer de 1591, i la data d'entrega prevista era el 25 de juliol del mateix any, tot i que segons els llibres parroquials l'entrega dels 300 ducats no es va realitzar fins una data avançada de l'any 1592, la qual cosa sembla indicar un retard en la finalització d'aquest retaule.

## Obres d'El Greco procedents d'aquest retaule
- La coronació de la Verge (Retaule de Talavera)
- Sant Andreu (Retaule de Talavera)
- Sant Pere (Retaule de Talavera)